# Amaury Torralvo
Amaury Torralvo (Cartagena de Indias, Bolívar, Colombia, 12 de enero de 1994) es un futbolista colombiano. Juega de defensa y su equipo actual es el La Equidad  de la Categoría Primera A.

## Clubes
| Club                   | País     | Año             | Part | Goles |
| ---------------------- | -------- | --------------- | ---- | ----- |
| La Equidad             | Colombia | 2014 - 2022     | 185  | 2     |
| Junior de Barranquilla | Colombia | 2023 - Presente | 2    | 0     |